# Alexandre Clément
Alexandre Clément est un ancien footballeur professionnel puis entraîneur français né le 23 mars 1975 à Créhange. Il évolue au poste de défenseur central.

## Biographie
Formé au FC Metz, il quitte vite le club lorrain avec lequel il n'évolue qu'avec la réserve en National 2 pour l'Amiens SC en Division 2.
Ne disposant pas d'un statut de titulaire indiscutable, il continue sa carrière en Picardie à l'AS Beauvais en National, tout juste relégué de D2. Avec l'ASBO, il réussit le pari de la remontée immédiate, raflant par la même occasion le titre de champion. Deux ans après, il joue la montée en Ligue 1 avec le club de l'Oise, mais échoue lors des dernières journées.
En fin de contrat, il part pour le Stade Malherbe Caen Calvados Basse-Normandie, et réussit cette fois la montée en L1 en 2004. Devenu remplaçant dans l'effectif normand, il préfère s'exiler en 2005 dans la capitale belge, au club du FCM Brussels. Mais sa saison est ponctué de plusieurs pépins physiques qui le pousse à prendre sa retraite sportive en 2005.
En 2006, titulaire d'un diplôme universitaire de gestion des organisations sportives validé au cours de sa carrière, il devient le manager général de l'AS Beauvais. En mars 2008, il prend la double casquette de manageur/entraîneur à la suite du remplacement de Bruno Roux pour cause de mauvais résultats. La chose se reproduit en février 2009, où Alexandre Clément endosse une fois encore la double responsabilité après le limogeage de Hubert Velud qui n'a pas les résultats espérés en championnat. Fort de plusieurs bons résultats lors de ses périodes d'intérim, Clément conserve le poste d'entraîneur principal de l'AS Beauvais lors de la saison 2009/2010. Après avoir tenté de jouer la montée en ligue 2, sans succès, durant deux saisons, le club tombe en CFA en 2012. Après quelques bons résultats, le club enchaîne plusieurs défaites et l'entraîneur est démis de ses fonctions en décembre de la même année.
En juin 2014, il devient l'entraîneur de l'équipe première du Mans FC évoluant en (CFA2) avec lequel il finit à la troisième place du groupe B. Le 28 mai 2015, il met fin à l'aventure d'un commun accord avec le président.
À partir de 2021, il devient directeur général du FC Metz.

## Carrière de joueur
- 1993-1996 :  FC Metz (équipe réserve)
- 1996-1999 :  Amiens SC
- 1999-2002 :  AS Beauvais
- 2002-2004 :  SM Caen
- 2004-2005 :  Amiens SC
- 2005-2006 :  FCM Brussels[3]

## Palmarès de joueur
- Champion de France de National en 2000 avec l'AS Beauvais
- Vice-champion de France de Ligue 2 en 2004 avec le SM Caen

## Statistiques de joueur
- 1 match et 0 but en Coupe Intertoto
- 1 match et 0 but en Ligue 1
- 156 matchs et 6 buts en Ligue 2
- 34 matchs et 2 buts en National
- 7 matchs et 0 but en Jupiler League

## Parcours d'entraîneur
- Mars-juin 2008 :  AS Beauvais
- février 2009-déc. 2012 :  AS Beauvais
- Juin 2014-mai 2015  :  Le Mans FC